# 피터 바튼
피터 바턴(Peter Barton, 1956년 7월 19일 ~ )은 미국의 배우, 모델이다.

## 출연 작품
- 레볼루셔너리 로드 (2008년) - 캠벨의 아이 역
- 레피테이션 (2005년) - 테리 역
- 신을 고소한 사나이 (2001년)
- 잃어버린 제국 (1986년)
- 13일의 금요일 4 (1984년)
- 헬 나이트 (1981년)
- 제니의 제니 (1971년)

### 텔레비전
- 사랑의 유람선 (1977년)
- 더 영 앤 더 레스트리스 (1973년)
- 외계인 메스타 (1982년)